# Az élet iskolája
Az élet iskolája Honoré de Balzac regénye, amely feuilleton címmel jelent meg a La Législature című folyóiratban Le Danger des mystifications címmel 1842-ben, majd 1844-ben Dumont-nál, mielőtt újranyomtatták volna a Furne kiadásában a La Comédie humaine, a Jelenetek a magánéletből (1845-ben szakaszban.
A műben Joseph Bridau, a La Rabouilleuse festője, Hippolyte Schinner (a Az erszény másik megelevenedő festője) tanítványa szerepel. Ebben a háromrészes novellában a főszereplő egy kamasz, Oscar, aki szégyelli szegénységét, és az az őt egyedül nevelő anyját is. Abban a korban van, amikor az emberek arról álmodoznak, hogy nagyot alkossanak. Balzac ügyesen tartja fenn a feszültséget, olyan élénk stílusban, amely mintha dacolna a végtelenül hosszú leírásai miatt megfogalmazott kritikákkal.
A regény alapja egy novella, amelyet Balzac nővére, Laure Surville írt. Később, 1854-ben jelent meg Utazás a kakukkon címmel. Balzac átdolgozta ezt a történetet, és kiszélesítette a perspektíváit, mélyebb társadalmi tanulmányt alkotva belőle. Balzac ezt a regényt a L'Isle-Adam-ban tett számos látogatásának egyikén írta, ahol 1817 és 1822 között a város polgármesterének, Louis-Philippe de Villers-la-Faye-nek a vendége volt.

## Összefoglaló
Pierrotin apó kakukkjában, a L'Isle-Adam felé tartó szenátor, Sérisy gróf inkognitóban utazik. Ugyanebben a kocsiban több fiatalember is ült, akik hencegésből másnak adják ki magukat. Köztük volt Oscar Husson, a jelentéktelen családból való fiú, akit az anyja Moreau úr, a presles-i (Val-d'Oise)|Presles-i Sérisy birtok intézőjének gondjaira bízott. Oscar úgy akar hírnevet szerezni magának, hogy úgy tesz, mintha jól ismerné de Sérisy urat, és elárulja, hogy súlyos bőrbetegsége van, és hogy a felesége, Sérisy grófné hűtlen hozzá... Oscar nehéz helyzetbe kerül, amikor megérkezik a kastélyba és szembesül azzal, hogy útitársa maga a gróf volt. Rögtön két ellenséget is szerez magának, mivel a gróf azzal vádolja az intézőjét, Moreau-t (Oscar anyjának volt szeretőjét), hogy ő áll a pletykák mögött.
La mère d’Oscar réussit à le placer dans une importante étude d’avoué. Mais de nouveau Oscar commet une grave faute. Il n’a désormais plus le choix, il part faire son service militaire, lors de la conquête de l’Algérie. Le hasard veut qu'il sauve la vie du fils du comte de Sérisy, ce qui lui permet de rentrer en grâce auprès de cet homme très influent.
C'est ainsi qu'Oscar finira par se voir attribuer une perception et par trouver sa place de bourgeois heureux et médiocre dans la société de la monarchie de Juillet. Quant à l'ex-régisseur Moreau, il est devenu député.
Oscar édesanyjának sikerül elhelyeznie őt egy fontos ügyvédi irodában. Oscar azonban ismét súlyos hibát követ el. Most már nem volt más választása, mint katonai szolgálatot teljesíteni az algériai hadjárat során. A szerencse úgy hozta, hogy megmentette Sérisy gróf fiának az életét, aminek köszönhetően újra a befolyásos ember kegyeibe kerülhetett.
Így jutott el Oszkár oda, hogy életszemléletre tett szert, és boldog, középszerű polgárként találta meg a helyét a Júliusi Monarchia társadalmában. Ami a volt regisseur Moreau-t illeti, ő képviselő lett.

## Fordítás
Ez a szócikk részben vagy egészben  az   Un début dans la vie című francia Wikipédia-szócikk fordításán alapul.  Az eredeti cikk szerkesztőit annak laptörténete sorolja fel. Ez a jelzés csupán a megfogalmazás eredetét és a szerzői jogokat jelzi, nem szolgál a cikkben szereplő információk forrásmegjelöléseként.

## Bibliographie
- (olaszul) Nino Agostinetti, « Un amore zaratino e Balzac », Rivista Dalmatica, avril-Sablon:Date-, Sablon:N°, Sablon:Vol., Sablon:P..
- Joachim Carl, « Le roman balzacien à la lumière du nouveau roman : Un Début dans la vie », Œuvres & Critiques, 1986, Sablon:N°, Sablon:Vol., Sablon:P..
- (angolul) Owen Heathcote, « Verbal Hygiene for Oscar: The Expression and Containment of Violence in Balzac’s Un début dans la vie », Confrontations: Politics and Aesthetics in Nineteenth-Century France, Amsterdam, Rodopi, 2001, Sablon:P..
- Philippe Mustière, « Sur Un Début dans la vie : jeu du hasard, espace de l’occasion, roman de l’intempestif », L’Année balzacienne, 1982, Sablon:N°, Sablon:P..
- (angolul) Sonja G. Stary, « The Erosion of Morality in Balzac’s Un Début dans la vie », Nineteenth-Century French Studies, hiver 1991, Sablon:N°, Sablon:Vol., Sablon:P..
- Hava Sussman, Balzac et les « débuts dans la vie ». Étude sur l’adolescence dans « La Comédie humaine », Paris, Nizet, 1979.